# کیم مین جونگ
 کیم مین جونگ (به کره‌ای: 	김민종 به انگلیسی: Kim Min-jong) (زاده ۲۳ مارس ۱۹۷۱ در سئول) بازیگر و خواننده در کره جنوبی است.
آن به دلیل بازی در مجموعه تلویزیونی رودخانه ماه شناخته شد.